# Championnat d'Afrique féminin de basket-ball 1993
Navigation
Tunisie 1990 Afrique du Sud 1994
Le Championnat d'Afrique féminin de basket-ball de la FIBA 1993 est le 12e championnat FIBA Afrique pour les femmes, placé sous l’égide de la FIBA, instance mondiale régissant le basket-ball. 
Le tournoi a été organisé par le Sénégal du 18 au 28 décembre 1993 à Dakar. Il a été remporté par le pays hôte qui a battu le Kenya en finale.

## Compétition

### Premier tour

#### Groupe A
| Groupe A |               |     |   |   |   |     |     |      |
|          | Équipe        | Pts | J | G | P | PP  | PC  | Diff |
| 1        | Sénégal       | 6   | 3 | 3 | 0 | 233 | 113 | +120 |
| 2        | Kenya         | 5   | 3 | 2 | 1 | 165 | 154 | +11  |
| 3        | Côte d'Ivoire | 4   | 3 | 1 | 2 | 144 | 223 | −79  |
| 4        | Mali          | 3   | 3 | 0 | 3 | 147 | 199 | −52  |

#### Groupe B
| Groupe B |                |     |   |   |   |     |     |      |
|          | Équipe         | Pts | J | G | P | PP  | PC  | Diff |
| 1        | Zaïre          | 9   | 5 | 4 | 1 | 294 | 236 | +58  |
| 2        | Mozambique     | 9   | 5 | 4 | 1 | 287 | 268 | +19  |
| 3        | Angola         | 9   | 5 | 4 | 1 | 304 | 273 | +31  |
| 4        | Afrique du Sud | 7   | 5 | 2 | 3 | 267 | 243 | +24  |
| 5        | Congo          | 6   | 5 | 1 | 4 | 252 | 308 | −56  |

### Tour final
|  | Demi-finales | Demi-finales | Demi-finales | Demi-finales |                               |         | Finale      | Finale      | Finale      | Finale      |
|  |              |              |              |              |                               |         |             |             |             |             |
|  | 26 décembre  | 26 décembre  | 26 décembre  | 26 décembre  |                               |         | 28 décembre | 28 décembre | 28 décembre | 28 décembre |
|  | Sénégal      | Sénégal      | 72           | 72           |                               |         | 28 décembre | 28 décembre | 28 décembre | 28 décembre |
|  | Sénégal      | Sénégal      | 72           | 72           |                               |         | 28 décembre | 28 décembre | 28 décembre | 28 décembre |
|  | Mozambique   | Mozambique   | 36           | 36           |                               |         | 28 décembre | 28 décembre | 28 décembre | 28 décembre |
|  | Mozambique   | Mozambique   | 36           | 36           | Sénégal                       | Sénégal | 89          | 89          |             |             |
|  | 26 décembre  |              |              |              | Sénégal                       | Sénégal | 89          | 89          |             |             |
|  |              |              | Kenya        | Kenya        | 43                            | 43      |             |             |             |             |
|  | Kenya        | Kenya        | Kenya        | Kenya        | 43                            | 43      | 64          | 64          |             |             |
|  | Kenya        | Kenya        |              |              |                               |         |             | 64          |             |             |
|  | Zaïre        | Zaïre        | 53           | 53           |                               |         |             |             |             |             |
|  | Zaïre        | Zaïre        | 53           | 53           | Match pour la troisième place |         |             |             |             |             |
|  |              |              |              |              |                               |         |             |             |             |             |
|  | 28 décembre  |              |              |              |                               |         |             |             |             |             |
|  | Mozambique   | Mozambique   | 63           | 63           |                               |         |             |             |             |             |
|  | Mozambique   | Mozambique   | 63           | 63           |                               |         |             |             |             |             |
|  | Zaïre        | Zaïre        | 57           | 57           |                               |         |             |             |             |             |
|  | Zaïre        | Zaïre        | 57           | 57           |                               |         |             |             |             |             |

## Classement final
Les deux premières équipes sont qualifiées pour le championnat du monde de basket-ball féminin 1994.
| Place                       | Équipes        | V-D |
| --------------------------- | -------------- | --- |
| Médaille d'or, Afrique      | Sénégal        | 5–0 |
| Médaille d'argent, Afrique  | Kenya          | 3–2 |
| Médaille de bronze, Afrique | Mozambique     | 3-3 |
| 4                           | Zaïre          | 4-2 |
| 5                           | Côte d'Ivoire  | 2-2 |
| 6                           | Angola         | 2-3 |
| 7                           | Mali           | 1-3 |
| 8                           | Afrique du Sud | 2–3 |
| 9                           | Congo          | 0-4 |